# Monte San Giorgio
Monte San Giorgio là một ngọn núi với những khu rừng có hình kim tự tháp nằm cạnh hồ Lugano, gần biên giới giữa Thụy Sĩ và Ý. Nó thuộc dãy núi Lugano Prealps, nằm ở phía nam bang Ticino thuộc các đô thị Brusino Arsizio, Riva San Vitale, Meride. Khu vực này nổi tiếng với di chỉ khảo cổ Trung kỷ Trias của các sinh vật biển cách đây 245 - 230 triệu năm và ghi lại những tàn tích quan trọng của cuộc sống trên đất liền. Nơi đây còn là một đầm phá nhiệt đới, với hệ thực vật, rạn san hô, các loài động vật như bò sát, động vật vỏ hai mảnh, giáp xác, da gai, côn trùng. Khu vực phía tây là Poncione d'Arzo thuộc Porto Ceresio, Varese, Ý được thêm vào như là phần mở rộng cho di sản vào năm 2010.

## Địa lý
Ngọn núi này nằm ở phía nam của Ticino (Thụy Sĩ). Chiều cao của ngọn núi này là 1.097 mét so với mực nước biển. Bao quanh ngọn núi là hai nhánh của hồ Lugano. Ban đầu, di sản này bao gồm Prasacco, núi Pravello (thuộc lãnh thổ Thụy Sĩ) sau đó được mở rộng thêm núi Orsa Monte và hồ Lugano (thuộc Ý).
Monte San Giorgio gần với các đô thị Meride, Tremona, Arzo, Besazio, Riva San Vitale, Brusino Arsizio của Thụy Sĩ và Porto Ceresio, Saltcoats, Viggiù, Besano của Ý.

## Lịch sử khảo cổ học
Năm 1854, E. Cornalia đã có những công bố về hóa thạch ở Monte San Giorgio. Sau đó, từ năm 1868 đến 1878 đã có những cuộc khai quật ở Besano (Italia) với sự chỉ đạo của E. Cornalia và sự tham gia của nhà cổ sinh vật học Antonio Stoppani, người sau đó đã nắm giữ chức vụ giám đốc bảo tàng Millan, các hóa thạch của cá và bò sát đã được tìm thấy. Năm 1919, bên phía lãnh thổ Thụy Sĩ, nhà cổ sinh vật học và động vật học B. Peyer, đã thực hiện cuộc khai quật ở vị trí núi gần Meride và cũng có những phát hiện hết sức quan trọng. Từ năm 1924 đến 1975, nhóm các nhà khảo cổ sinh vật học của Đại học Zurich đã có hơn 50 cuộc khai quật và đã tìm thấy được rất nhiều các hóa thạch động vật không xương sống. Giai đoạn 1996 đến 2003 là giai đoạn đóng góp rất lớn có việc nghiên cứu các hóa thạch cá thuộc kỷ Trias và các lớp đá trầm tích dưới sự chỉ đạo của A. Tintori (Đại học Millan) và H. Furrer (Bảo tàng Cổ sinh vật học thuộc Đại học Zurich).

## Phát hiện
Cho đến nay, tại Monte San Giorgio đã phát hiện được hơn 10.000 mẫu hóa thạch của 30 loài bò sát, 80 loài cá, 100 loài động vật không xương sống và một số hóa thạch của các loài khác, trong đó có những mẫu hóa thạch được đánh giá là rất quan trọng như mẫu hóa thạch của một loài côn trùng kỷ Trias, gli ittiosauri (một loài thằn lằn biển), placodonti (một loài cá tổ tiên của loài cá mập ngày nay), loài bò sát đã tuyệt chủng Ticinosuchus ferox, Tanystropheus, hay một số loài động vật không xương sống, tảo, thực vật lá kim, dẻ. Nhờ đó đã xác định được khoảng thời gian trong kỷ Trias.